# Throes of Dawn
Throes of Dawn ist eine Dark-Metal-Band aus Finnland. Anfänglich siedelte sich die Band im Bereich des Black Metal an, entwickelte sich über die Jahre zu einer Dark-Metal-Band mit Einflüssen aus Psychedelic Rock, Doom Metal, Dark Wave, Gothic Rock und Ambient-Musik, um der Musik eine romantische, melancholische und depressive Note zu geben.

## Bandgeschichte
Die Band wurde 1994 von Henri Koivula und Jani Heinola gegründet. Das Debütalbum Pakkasherra wurde 1997 veröffentlicht. Mittlerweile wurden 4 weitere Alben veröffentlicht.

## Diskografie
- 1994: With the Northern Wind (Demo, Selbstverlag)
- 1996: Pakkasherra (Promo, Woodcut Records)
- 1997: Pakkasherra (Album, Woodcut Records)
- 1998: The Blackened Rainbow (Split-EP mit Enochian Crescent, Ravendusk und Alghazanth, Woodcut Records)
- 1998: Dreams of the Black Earth (Album, Woodcut Records/CD-Maximum)
- 2000: Binding of the Spirit (Album, Wounded Love Records/Mercenary Musik)
- 2004: Quicksilver Clouds (Album, 	Wounded Love Records/Avantgarde Music/Magick Records)
- 2010: The Great Fleet of Echoes (Album, Firebox Records/The Vinyl Division)
- 2016: Our Voices Shall Remain (Album, Argonauta Records/The Vinyl Division)